# فيليب لا بوم دو بورغوانغ
كان فيليب لا بوم دو بورغوانغ (بالفرنسية: Philippe La Beaume de Bourgoing)‏ (1827-1882) سياسياً فرنسياً. كان كبير سلاحدار فرنسا في عهد نابليون الثالث؛ شغل بعدها منصب مفتش في هاراس ناسيونو قبل أن يتم انتخابه خمس مرات كنائب عن إقليم نيافر في البرلمان الفرنسي. وهو ينحدر من عائلة نبيلة من نيافر، أصبح فارساً في وسام جوقة الشرف عام 1858، وتم ترقيته إلى ضابط في عام 1862.
اكتسبت ابنته إينيس دو بورغوانغ شهرة كممرضة رائدة في المغرب.
توفي البارون في باريس في 20 أبريل 1882.